# Чимоне
Чимоне (итал. Cimone) је насеље у Италији у округу Тренто, региону Трентино-Јужни Тирол.
Према процени из 2011. у насељу је живело 41 становника. Насеље се налази на надморској висини од 569 м.

## Становништво
Према резултатима пописа становништва 2011. у општини је живело 685 становника.
| 1931. | 1936. | 1951. | 1961. | 1971. | 1981. | 1991. | 2001. | 2011. |
| ----- | ----- | ----- | ----- | ----- | ----- | ----- | ----- | ----- |
| 972   | 934   | 877   | 784   | 675   | 559   | 506   | 578   | 685   |